# CNIH2
CNIH2 (англ. Cornichon family AMPA receptor auxiliary protein 2) – білок, який кодується однойменним геном, розташованим у людей на 11-й хромосомі. Довжина поліпептидного ланцюга білка становить 160 амінокислот, а молекулярна маса — 18 931.
| 10         |  | 20         |  | 30         |  | 40         |  | 50         |
| ---------- |  | ---------- |  | ---------- |  | ---------- |  | ---------- |
| MAFTFAAFCY |  | MLTLVLCASL |  | IFFVIWHIIA |  | FDELRTDFKN |  | PIDQGNPARA |
| RERLKNIERI |  | CCLLRKLVVP |  | EYSIHGLFCL |  | MFLCAAEWVT |  | LGLNIPLLFY |
| HLWRYFHRPA |  | DGSEVMYDAV |  | SIMNADILNY |  | CQKESWCKLA |  | FYLLSFFYYL |
| YSMVYTLVSF |  |            |  |            |  |            |  |            |

A: Аланін

C: Цистеїн

D: Аспарагінова кислота

E: Глутамінова кислота

F: Фенілаланін

G: Гліцин

H: Гістидин

I: Ізолейцин

K: Лізин

L: Лейцин

M: Метіонін

N: Аспарагін

P: Пролін

Q: Глутамін

R: Аргінін

S: Серин

T: Треонін

V: Валін

W: Триптофан

Локалізований у клітинній мембрані, мембрані, клітинних контактах, ендоплазматичному ретикулумі, клітинних відростках, синапсах.